# Hațeg (eiland)

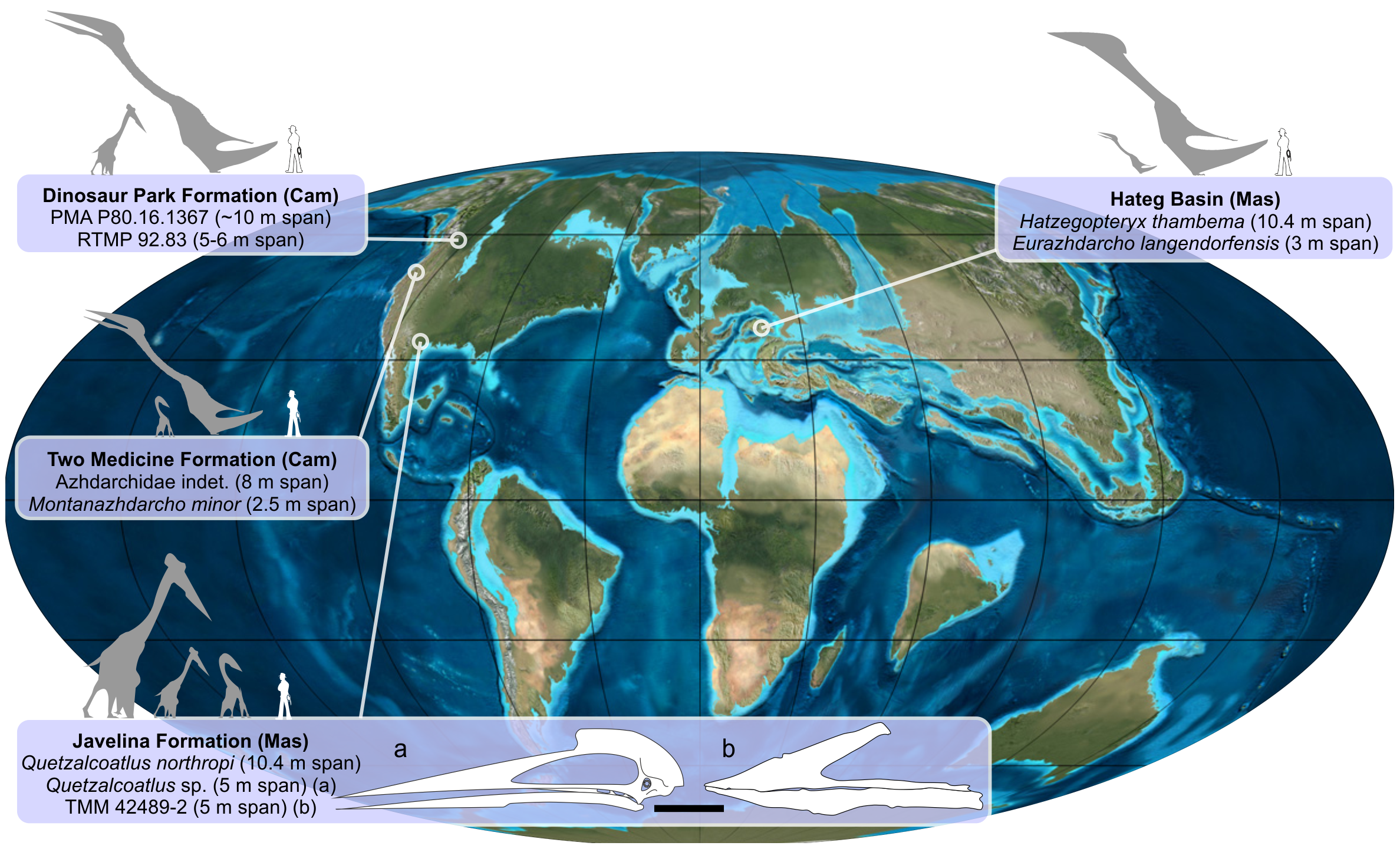
Kaart met daarop de pterosauriërs van Hațeg eiland.

Hațeg was een groot kusteiland in de voormalige Tethysoceaan gedurende het Krijt (waarschijnlijk vanaf het Cenomanien (vanaf 100,5 tot 93,9 miljoen jaar geleden) tot het Maastrichtien (vanaf 72,1 tot 66,0 miljoen jaar geleden)). Het eiland lag in de buurt van de huidige stad Hațeg in Roemenië.

## Paleofauna
Op het Hațegeiland deed zich vermoedelijk lokale dwergvorming voor.
Van de volgende soorten is bekende dat ze op het Hațegeiland hebben geleefd
- Theriosuchus sympiestodon
- Hatzegopteryx thambema
- Rhabdodon priscus
- Zalmoxes robustus
- Telmatosaurus transylvanicus
- Struthiosaurus transylvanicus
- Magyarosaurus dacus
- Paludititan nalatzensis
- Elopteryx nopcsai
- Megalosaurus hungaricus
- Balaur bondoc
- Bradycneme draculae
- Eurazhdarcho langendorfensis
- Een nieuw ontdekte soort van de Azhdarchidae is ook op het eiland gevonden maar heeft nog geen naam gekregen.